# Saint-Jean-de-Védas
Saint-Jean-de-Védas è un comune francese di 8 981 abitanti situato nel dipartimento dell'Hérault nella regione dell'Occitania.

## Società

### Evoluzione demografica
Abitanti censiti